# 漫畫威龍
《新精武門2》是電影《新精武門1991》的續集，又名《新精武門1992》、《漫畫威龍》、《摩登武聖》，導演為左頌昇，由周星馳、蕭芳芳、鍾鎮濤、張敏、陳百祥以及元華等人主演。

## 劇情
牛皮（陳百祥飾）被劉晶（周星馳飾）在擂台上的英姿所吸引，於是死纏著要向他拜師，卻引起阿敏（張敏飾）對劉晶誤會。劉晶獲得的一千萬獎金被師父們全部輸光，更捲入了瀟灑（鍾鎮濤飾）與珠珠（梅小惠飾）的糾葛，阿敏對他的誤會也日益加深，劉晶運氣一時衰到極點。劉晶在世界自由搏擊大賽將鄭威（尹揚明飾）打成重傷並在醫院中逝世後，鄭威的大哥鄭橫刀（元華飾）為了替弟報仇，使計廢掉劉晶的神力右手，幸好牛皮的姑姑牛牡丹（蕭芳芳飾）在危急關頭幪面救走劉晶。於是劉晶在牛家休養，邂逅了和阿敏長相相似的牛皮表妹—婉君（張敏飾），不久鄭橫刀找上門來，將牛皮與婉君擄走，並迫脅劉晶上擂台對決。牛牡丹為保住牛家血脈，只得將牛家祖傳的「電角神拳」傳授給劉晶……

## 演員名單
| 演員   | 角色        | 粵語配音        |
| 周星馳 | 劉晶        |                 |
| 鍾鎮濤 | 瀟灑        |                 |
| 陳百祥 | 牛皮        |                 |
| 蕭芳芳 | 牛牡丹      |                 |
| 張敏   | 阿敏 / 婉君 | 何錦華 / 朱妙蘭 |
| 元華   | 鄭橫刀      | 朱子聰          |
| 尹揚明 | 鄭威        | 陳欣            |
| 童志   | 阿強        |                 |
| 胡楓   | 阿強老大    | 盧雄            |
| 梅小惠 | 朱女        | 鄭麗麗          |
| 冼林沃 | 鄭橫刀手下  |                 |
| 左頌昇 | 大喪        |                 |
| 谷峰   | 朱伯        | 盧雄            |

## 外部連結
- 香港影庫上《漫畫威龍》的資料（繁體中文）
- 開眼電影網上《摩登武聖》的資料（繁體中文）
- 豆瓣电影上《漫畫威龍》的資料 （简体中文）
- 时光网上《漫畫威龍》的資料（简体中文）
- 互联网电影数据库（IMDb）上《漫畫威龍》的资料（英文）
- 漫畫威龍介紹 （页面存档备份，存于）